# Aplomya fasciolata
Aplomya fasciolata är en tvåvingeart som först beskrevs av Robineau-desvoidy 1863.  Aplomya fasciolata ingår i släktet Aplomya och familjen parasitflugor.
Artens utbredningsområde är Frankrike. Inga underarter finns listade i Catalogue of Life.